# Chūō-ku (Sagamihara)
Pour les articles homonymes, voir Chūō-ku.
Chūō (中央区, Chūō-ku) est l'un des trois arrondissements de la ville de Sagamihara, dans la préfecture de Kanagawa au Japon. Il est situé au centre de la ville.
En 2016, sa population est de 270 254 habitants pour une superficie de 36,87 km2, ce qui fait une densité de population de 7 330 hab./km2.

## Histoire
L'arrondissement a été créé le 1er avril 2010 lorsque Sagamihara est devenue une ville désignée par ordonnance gouvernementale.

## Transport publics
L'arrondissement est desservi par les lignes Yokohama et Sagami de la compagnie JR East.